# Samuli Aro

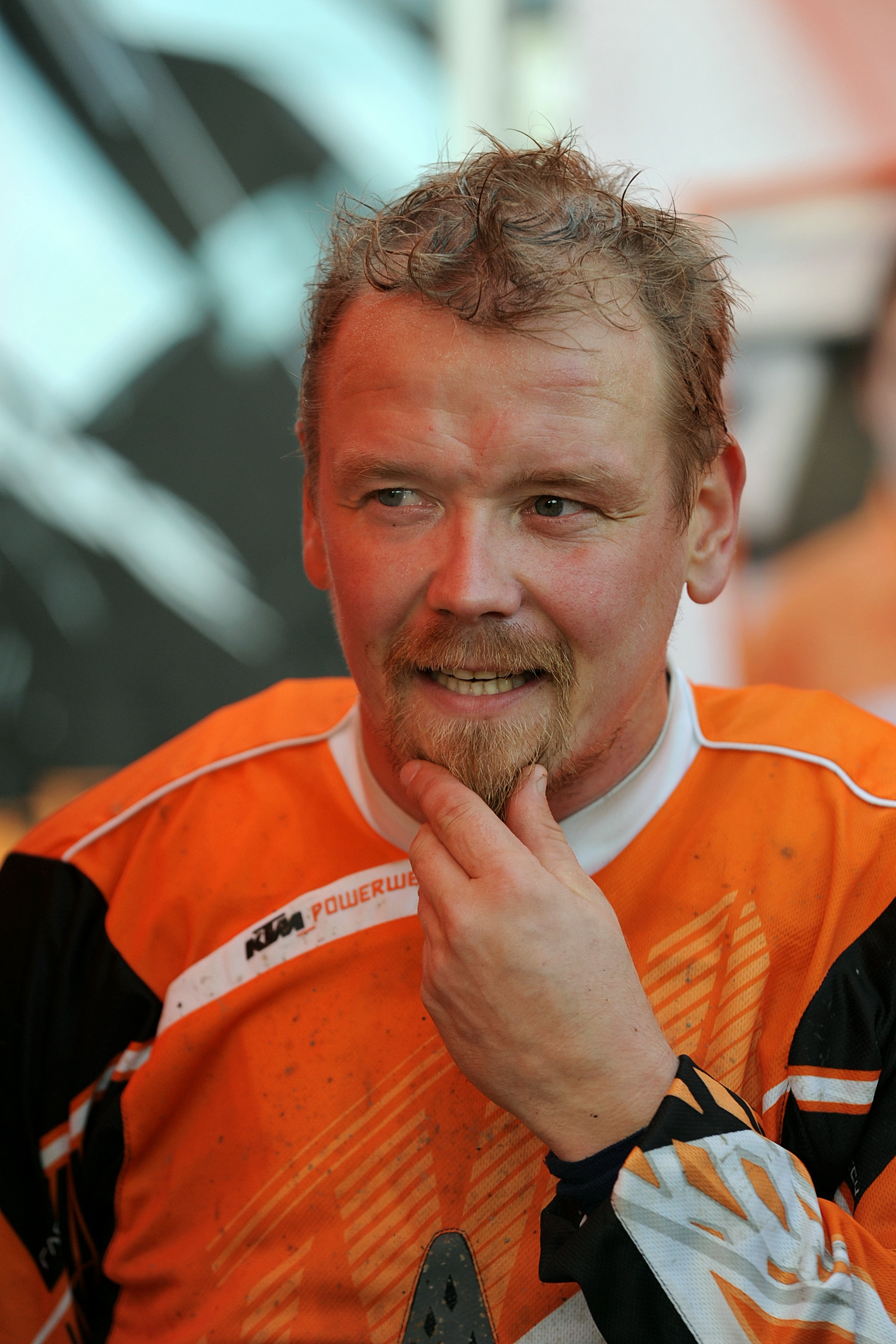
Samuli Aro 2010

Samuli Aro (* 12. April 1975 in Järvenpää, Finnland) ist ein finnischer Motorradsportler und fünffacher Weltmeister im Endurosport.
Samuli Aro begann im Jahr 1989 erste Motocross-Rennen zu fahren. Bei den finnischen Motocross-Meisterschaften wurde er 1996 dritter in der Klasse bis 250 cm³ und gewann 1999 den finnischen Enduro-Meistertitel in der Klasse bis 125 cm³.
Nachdem er 2001 dritter bei der Enduro-Weltmeisterschaft in der Klasse bis 250 cm³ wurde, gewann er in den folgenden Jahren vier Weltmeistertitel.
Seine Titel errang er auf folgenden Marken (Klasse):
- 2002 Husqvarna (250 2T)
- 2004 KTM (E3)
- 2005 KTM (E2)
- 2006 KTM (E2)
- 2008 KTM (E3)

Mit der finnischen Nationalmannschaft gewann er fünf Mal bei der Internationalen Sechstagefahrt die Trophy (1999, 2002, 2003, 2004 und 2006) und zweimal die Gesamtwertung seiner Einzelfahrerklasse. Derzeit startet er für KTM Enduro Factory Farioli.
Samuli Aro ist verheiratet und hat einen Sohn.